# 拉科納 (愛荷華州)
拉科納（英語：Lacona）是一個位於美國愛荷華州沃倫縣的城市。

## 地理
拉科納的座標為41°11′20″N 93°23′04″W / 41.18889°N 93.38444°W，而該地的平均海拔高度為265米（即869英尺）。

## 人口
根據2010年美國人口普查的數據，拉科納的面積為0.93平方千米，當中陸地面積為0.93平方千米，而水域面積為0.00平方千米。當地共有人口361人，而人口密度為每平方千米388人。